# 塩澤賢一
塩澤 賢一（しおざわ けんいち、1958年9月19日 - ）は、日本の経営者。アサヒビール会長を務めている。

## 経歴・人物
東京都大田区出身。大田区立出雲中学校、東京都立小山台高等学校を経て、1981年に慶應義塾大学商学部を卒業し、同年にアサヒビールに入社。取締役、常務を経て、2017年にアサヒグループ食品副社長に就任。2019年3月から社長に就任した。2023年3月から取締役会長。

## テレビ番組
- 日経スペシャル カンブリア宮殿 新時代の幕開け! アサヒビールの戦略に迫る（2021年4月29日、テレビ東京）- アサヒビール社長 塩澤賢一出演[3]。